# Mária Valéria-broen
Mária Valéria-broen er en bro over floden Donau, som forbinder byerne Esztergom i Ungarn og Štúrovo i Slovakiet. Broen er ca 500 meter lang og er opkaldt efter ærkehertuginde Marie Valerie af Østrig (1868–1924), datter af kejser Franz Joseph 1. og kejserinde Elisabeth af Østrig-Ungarn.

## Broen bygges og genopbygges
Broen blev i 1893 tegnet og konstrueret af János Feketeházy, som havde tegnet andre broer over Donau. Siden dens indvielse den 28. september 1895 har broen været ødelagt to gange. Den 22. juli 1919 blev broen ødelagt ved en sprængning på den første af dens bropiller i vestenden af broen. Broen blev renoveret og genåbnet i 1922 og færdigrepareret i 1926. Under 2. Verdenskrig blev broen bortsprængt af de tilbagetrækkende tyske tropper den 26. december 1944, i lighed med andre broer nær Esztergom. 
Årtiers uoverensstemmelser mellem de to kommunistiske regimer i Ungarn og Tjekkoslovakiet gjorde, at broen ikke blev genopbygget før i det nye årtusinde, med indvielse den 11. oktober 2001. Halvdelen af omkostningerne ved broens genopførelse blev betalt som et tilskud fra EU som en del af støtten til lande, der forsøger at tilslutte sig EU.

## Links
- Broen omtalt på Hungary starts here Arkiveret 3. september 2009 hos  Wayback Machine